# Michael Casement
Michael Bernard Casement (* 23. Januar 1933 in Oxted, Surrey) ist ein britischer Ornithologe und Marineoffizier.

## Leben
Casement ist der Sohn von Roddie Casement and Elisabeth Kathleen Greenwell. Von 1946 bis 1950 studierte er am Winchester College, Winchester, Hampshire. 1951 absolvierte er da Britannia Royal Naval College in Dartmouth. Von 1951 bis 1993 war er Kronendiener der Royal Navy, wofür er 1984 zum Officer des Order of the British Empire (OBE) ernannt wurde. 1954, 1960 sowie von 1973 bis 1975 besuchte er das Royal Naval College Greenwich. Im November 1956 heiratete er Christina Rose Maclean. Aus dieser Ehe gingen zwei Töchter und ein Sohn hervor. Seinen Militärdienst beendete er im Dienstgrad eines Commanders. Von 1980 bis 1989 war er Vorsitzender der Royal Naval Birdwatching Society (RNBWS) sowie Herausgeber von Sea Swallow, der jährlich erscheinenden Zeitschrift der RNBWS. Von 1990 bis 1994 war er Mitglied im Komitee des British Ornithologists’ Club (BOC), von 1996 bis 2004 war er Honorarsekretär und von 2005 bis 2009 war er Vorsitzender des British Ornithologists’ Club. Zu Casements Interessen zählen der Vogelzug, die Navigation und Orientierung, die Beobachtung von Landvögeln an Bord von Schiffen sowie die Vogelfotografie. Ein Artikel über den Vogelzug über dem Mittelmeer erschien 1966 in der Zeitschrift Ibis und ein Artikel über die Geschichte der Royal Naval Birdwatching Society wurde 1996 im Birdwatcher’s Yearbook veröffentlicht.